# Iso Pikijärvi
Iso Pikijärvi är en sjö i kommunen Itis i landskapet Kymmenedalen i Finland. Sjön ligger 74,6 meter över havet. Den är 11,1 meter djup. Arean är 57 hektar och strandlinjen är 7,96 kilometer lång. Sjön  ingår i Kymmene älvs huvudavrinningsområde.   Den ligger omkring 65 km nordväst om Kotka och omkring 110 km nordöst om Helsingfors. 
I sjön finns ön Saarumi. 